# أرتور كاريرا
أرتور كاريرا (بالإسبانية: Arturo Carrera)‏ هو كاتب أرجنتيني، ولد في 27 مارس 1948 في Coronel Pringles ‏ في الأرجنتين.